# Ülkü Holago
Devrim Ülkü Holago, född 14 mars 1974, är en svensk journalist och lektor av turkisk börd.
Tidigare har Ülkü Holago varit projektledare på Quick Response (QR) där hon efterträdde David Sandberg i januari 2003. Innan hon började på QR var hon projekt- och produktionsledare på kommunikationsbyrån Fusage. Hon tilldelades tillsammans med Josef el Mahdi ett stipendium av Artister mot nazister på 300 000 kronor 2003. Samma år tilldelades hon också ett stipendium på 25 000 kronor av Svenska institutet för att göra ett studiebesök i USA samt en granskning av amerikanska nyhetsmediers villkor och metoder. Under sin tid på QR medverkade hon på flera seminarier samt i tidnings- och radiodebatter.
Hon var kort kulturrecensent på Dagens Nyheter hösten 2005. Hon var tillsammans med Mats Einarsson programledare för Radio Tarab i Sveriges Radio P2 2006. Hon började på Svenska Dagbladet i maj 2006 som kultur- och nöjesreporter och i juni 2007 blev hon även krönikör på tidningen. Hon är tillsammans med Lina Kalmteg programledare för SvD Kultur i TV 8 som sänds sedan 2008. Hon avslöjade våren 2008 i en SvD-kolumn att polischefen Therese Mattsson använt kontroversiella formuleringar i en årsrapport vilket väckte stor uppmärksamhet.
Därutöver är hon tillsammans med sin syster, journalisten Ceylan Holago, aktiv i Devrim Productions. Systrarna är uppvuxna i Bergshamra i Solna kommun. Ülkü Holago har även varit programledare för P1-programmet Människor och tro.